# Teorema de les cordes secants

A la  geometria euclidiana, el teorema de les cordes que es tallen, o simplement el teorema de la corda,  enuncia la relació dels quatre segments lineals creats per dues cordes que es tallen dins d'un cercle . Afirma que el producte de les longituds dels segments lineals d'una corda és igual al producte de les longituds dels segments lineals de l'altra corda. És la Proposició 35 del Llibre 3 dels Elements d'Euclides.
Concretament, per a dues cordes AC i BD que es tallen en un punt S es compleix l'equació següent: 
{\displaystyle |AS|\cdot |SC|=|BS|\cdot |SD|}
El contrari també és cert. És a dir, si per a dos segments lineals AC i BD que es tallen a S l'equació anterior és certa, aleshores els seus quatre extrems A, B, C, D es troben en una única circumferència. O, dit d'una altra manera, si les diagonals d'un quadrilàter ABCD es tallen a S i es compleix l'equació anterior, aleshores es tracta d'un quadrilàter cíclic .
El valor dels dos productes del teorema de la corda s'anomena valor absolut de la potència de S i depèn només de la distància al punt d'intersecció S al centre del cercle i del valor del radi. Concretament : {\displaystyle |AS|\cdot |SC|=|BS|\cdot |SD|=r^{2}-d^{2},} on r és el radi del cercle i d és la distància entre el centre del cercle i el punt d'intersecció S. Aquesta propietat es desprèn directament de l'aplicació del teorema de la corda a una tercera corda (un diàmetre) que passa per S i el centre del cercle M (vegeu el dibuix).
El teorema es pot demostrar utilitzant triangles semblants (mitjançant el teorema de l'angle inscrit). Considereu els angles dels triangles △ASD i △BSC : {\displaystyle {\begin{aligned}\angle ADS&=\angle BCS\,({\text{angles inscrits que intercepten l'arc AB}})\\\angle DAS&=\angle CBS\,({\text{angles inscrits que intercepten l'arc CD}})\\\angle ASD&=\angle BSC\,({\text{angles oposats}})\end{aligned}}v}

Això significa que els triangles △ASD i △BSC són semblants i, per tant,
{\displaystyle {\frac {AS}{SD}}={\frac {BS}{SC}}\Leftrightarrow |AS|\cdot |SC|=|BS|\cdot |SD|}
Juntament amb el teorema de la tangent-secant i el teorema de les secants, el teorema de les cordes que es tallen representa un dels tres casos bàsics d'un teorema més general sobre dues rectes que es tallen i una circumferència: el teorema de la potència d'un punt .